# Bulbophyllum bractescens
Bulbophyllum bractescens är en orkidéart som beskrevs av Robert Allen Rolfe och Kerr. Bulbophyllum bractescens ingår i släktet Bulbophyllum och familjen orkidéer.
Artens utbredningsområde är Thailand. Inga underarter finns listade i Catalogue of Life.